# Litaneutis
Litaneutis é um gênero de mariposa pertencente à família Acrolepiidae.